# روپر بار
روپر بار (به انگلیسی: Roper Bar) شهرکی واقع در ایالت قلمرو شمالی در استرالیاست.